# Six Point Group
Six Point Group var en brittisk organisation för kvinnors rättigheter, aktiv 1921–1983. 
Den bildades av Margaret Haig Thomas för att verka för reformer för ökad jämställdhet i sex frågor (därav namnet): 
1. Förbättrad lagstiftning mot barnmisshandel;
2. Förbättrad lagstiftning för mödrar som blivit änkor;
3. Förbättrad lagstiftning för ogifta mödrar och deras barn;
4. Jämlika rättigheter för båda föräldrar över barnen;
5. Lika lön för lärare oavsett kön;
6. Lika rättigheter för män och kvinnor inom civiltjänsten.